# Euphaedra subargentina
Euphaedra subargentina är en fjärilsart som beskrevs av Jacques Hecq 1977. Euphaedra subargentina ingår i släktet Euphaedra och familjen praktfjärilar. Inga underarter finns listade i Catalogue of Life.